# Jorge Galán Anaut
Jorge Galán Anaut (Pamplona, Navarra, 22 de enero de 1989) es un futbolista español, que juega en la demarcación de delantero en las filas del Racing Rioja C. F. de la Segunda División RFEF.

## Trayectoria
Vivió y creció en Garde, Valle del Roncal, Navarra.[cita requerida]
Es un delantero centro zurdo, que en 2007 llegó a participar con el Promesas en algún partido (aunque perteneció toda la temporada al juvenil de División de Honor) y que acudió un par de veces a entrenamientos con la selección española sub-19. Tiene una buena pierna izquierda, es dinámico, generador de espacios y con buen juego de espaldas.
El 20 de marzo de 2009 el delantero rojillo fue convocado con la selección sub-21 de Juan Ramón López Caro pero sufrió una micro rotura en el psoas iliaco derecho y no pudo concentrarse con la selección.
En el verano de 2013 se consuma su fichaje por el Levante U. D. para reforzar las filas de ataque de su filial.
En la temporada 2021-22, firma por el Racing Rioja C. F. de la Segunda División RFEF.

## Clubes
| Club                        | País    | Temporadas        |
| --------------------------- | ------- | ----------------- |
| Osasuna B                   | España  | 2006-2009         |
| CA Osasuna                  | España  | 2009-2010         |
| SD Huesca (cedido)          | España  | 2010-2011         |
| Kilmarnock FC               | Escocia | 2011-2012         |
| Real Unión Club (cedido)    | España  | 2013              |
| Osasuna B                   | España  | 2014              |
| Levante U. D. "B"           | España  | 2014 - 2015       |
| Real Unión Club             | España  | 2015 - 2021       |
| Racing Rioja Club de Fútbol | España  | 2021 - Actualidad |